# Схватка в Токио-3
«Схватка в Токио-3», также известный как «Рей II» и «Сражение в Токио-3» (яп. 決戦、第三新東京市 Кэссэн, Дайсан Син То:кё:си, дословно — «Решающая битва, Токио-3
») — шестой эпизод аниме-сериала «Евангелион» студии Gainax. Режиссёром ялвятеся Хироюки Исидо, сценаристами — Акио Сацукава и Хидэаки Анно. Впервые был показан 8 ноября 1995 года на TV Tokyo, набрав 7,7 % аудитории.
Пятый ангел Рамиил побеждает Синдзи Икари, пилотирующего Евангелион-01 и начинает бурить землю в направлении штаб-квартиры агентства Nerv. Мисато Кацураги придумывает план под названием операция «Ясима», согласно которому ангела можно победить с помощью мощного энергетического луча, использовав всю энергию Японии. Синдзи на Еве-01 производит два выстрела в Рамиила, а Рей Аянами на Еве-00 защищает его. Она, несмотря на сильные повреждения робота, остаётся невредимой.
Эпизод получил положительные отзывы от критиков. Были хорошо оценены операция «Ясима», улыбка Рей в конце эпизода и Рамиил. Операция «Ясима» вдохновила людей на экономию электроэнергии в Японии во время землетрясений 2011 года и пандемии COVID-19.

## Сюжет

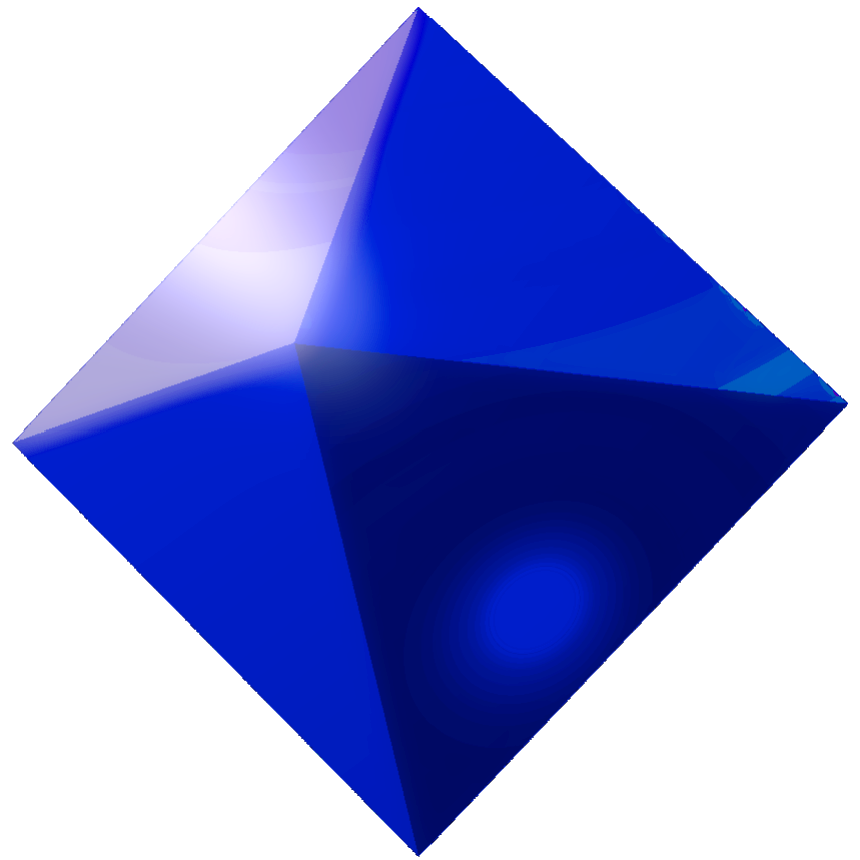
Правильный октаэдр синего цвета, схожий с Рамиилом

«Схватка в Токио-3» является продолжением пятого эпизода «Рей, по ту сторону сердца». Пятый ангел Рамиил побеждает Синдзи Икари, пилота Евангелиона-01, в ходе атаки на штаб-квартиру организации Nerv. После эвакуации и госпитализации Синдзи Рамиил занимает позицию над комплексом Nerv и начинает бурить землю в направлении штаб-квартиры. Ангел эффективно отражает все контратаки при помощи мощного энергетического оружия. Майор Nerv Мисато Кацураги разрабатывает план под кодовым названием «Операция Ясима». Согласно ему, уничтожить ангела, пробив его AT-поле, можно с помощью сфокусированного энергетического луча, для которого потребуется энергия всей Японии. Для реализации плана требуется винтовка, способная выдержать огромную электрическую нагрузку.
Ева-01 под управлением Синдзи в положении лёжа целится винтовкой в ангела, а Ева-00 под управлением Рей готовится её защитить. В момент выстрела Рамиил также стреляет в ответ. Энергетические потоки сталкиваются, и  выстрелы обоих не доходят до своих целей. Ангел немедленно готовится к повторной атаке, опережая перезарядку позитронной винтовки. Рей принимает удар на себя, получив серьёзные повреждения. Синдзи производит второй выстрел, пробивает Рамиила насквозь и уничтожает его. По завершении операции он извлекает Рей из капсулы пилота. Она оказывается невредимой. Синдзи плачет, а Рей не знает как реагировать. Он просит её улыбнуться, что она и делает.

## Производство
В 1993 году Gainax опубликовала «Предложение» (яп. 企画書), презентационный документ о «Евангелионе», в котором шестой эпизод носил название «Решающая битва в Токио-3» (яп. 決戦、第3新東京市). В нём должна была произойти «битва» человеческого ума и ангела, «месть Евы», Синдзи стал понимать работников Nerv.
Режиссёром «Схватки в Токио-3» является Хироюки Исидо, сценаристами — Акио Сацукава и Хидэаки Анно, раскадровщиком — Масаюки Ямагути, главным аниматором — Нобухиро Хосой. Во вступительной музыкальной теме эпизода была использована песня «A Cruel Angel’s Thesis» в исполнении Ёко Такахаси, а в заключительной — одна из версий «Fly Me to the Moon» (в каждой серии используется своя версия этой композиции). Во время операции «Ясима» использована песня «Decisive Battle» Сиро Сагису. По словам Анно, из-за нехватки ресурсов для найма аниматоров пришлось отказаться от гуманоидной формы Рамиила. Также из-за экономии Ева-01 была показана в бою только в лежачем положении.

## Темы и отсылки
Главной темой «Схватки в Токио-3» является раскрытие Рей как персонажа. По мнению критика Манабу Цурибе, сцена, где Рей улыбается Синдзи, является первым кульминационным моментом сериала, после которого рост и независимость Синдзи заканчивается. Акио Нагатоми из Animé Café считает, что Рей отражает традиционный для японского общества комплекс мученика, при котором человек делает всё для достижения цели, невзирая на последствия для себя.

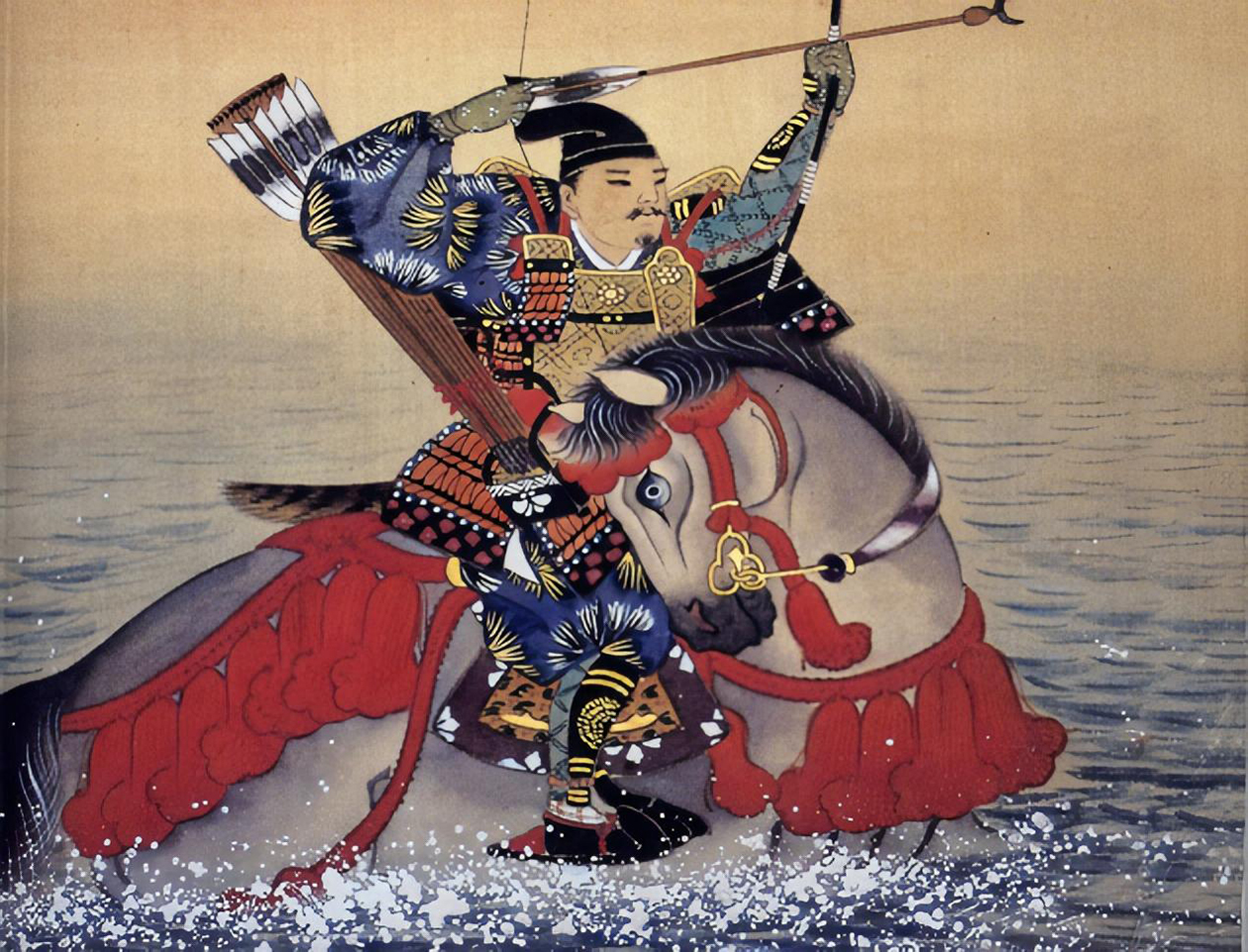
Насу-но Ёити в битве при Ясиме целится из лука верхом на коне

По мнению Юитиро Огуро из style.fm, японское название эпизода «Решающая битва в Токио-3» является отсылкой к шестому эпизоду «Return of Ultraman» «Showdown! Monsters vs. MAT». Также он отметил, что использование субтитров в эпизоде напоминает стиль прошлых работ Анно, таких как Gunbuster и Nadia: The Secret of Blue Water.
Название операции «Ясима» является отсылкой к битве при Ясиме, произошедшей в 1185 году во время войны Гэмпэй. В ней воин Насу-но Ёити верхом на коне смог с большого расстояния попасть из лука в веер на шесте корабля вражеского клана Тайра. Аналогичным образом Nerv спланировало меткий выстрел в Рамиила. Журнал «Evangelion Chronicle» отметил, что реализм боевых действий в эпизоде передаётся за счёт относительно недавней по сравнению с выходом сериала войны в Персидском заливе в 1990—1991 годах, вызвавшей резонанс в мировых СМИ, в том числе и японских.
В эпизоде присутствуют религиозные отсылки. Имя Рамиила является отсылкой к падшему ангелу Рамиилу. Его образ был вдохновлён персонажем Прис-Ма из франшизы «Ультрамен». Название трёх суперкомпьютеров в штаб-квартире Nerv — Мельхиор, Каспар и Бальтазар — являются отсылкой к библейским волхвам.

## Показ и критика
«Схватка в Токио-3» впервые была показан 8 ноября 1995 года, набрав 7,7 % аудитории. В 1996 году она заняла 4-е место в гран-при Animage, набрав 501 голос.
Редактор Film School Rejects Макс Ковилл поставил «Схватку в Токио-3» на 8-е место своего рейтинга эпизодов сериала. По его словам, сцена боя наполнена драмой и действием, показывая критичность ситуации. Также Ковилл поставил кадр из эпизода на 10-е своего рейтинга лучших кадров сериала. Акио Нагатоми похвалил «Схватку в Токио-3» за интересные параллели с предыдущим эпизодом. Он назвал взаимоотношения Рей и Синдзи предсказуемыми, но хорошо написанными. Многим обозревателям понравилась сцена, в которой постепенно во всей Японии гаснет свет. Огуро отметил, что за счёт обилия субтитров эпизод имеет ярко выраженную военную атмосферу. Питер Тиериас из Kotaku похвалил «Схватку в Токио-3» за реалистичность битвы и её тактическую составляющую. Он назвал эпизод олицетворением того, что делает сериал заворажиющим.
TV Asahi составила рейтинг известных сцен в аниме, в котором улыбка Рей заняла 14-е место. В другом рейтинге компании она заняла 45-е место. Джастин Ву из The Artifice назвал эту сцену мощной и знаковой, так как Рей впервые намеренно продемонстрировала эмоции. По мнению писателя Денниса Редмонда, это один из экстраординарных моментов сериала, в котором визуальные эффекты и сражения украшают, а не подавляют взаимодействие персонажей.
Адам Бич из Screen Rant поставил битву с Рамиилом на 1-е место своего рейтинга битв сериала, назвав ангела «подрывом философии дизайна», так как его внешний вид простой и гладкий, но при этом потусторонний и угрожающий. Аджай Аравинд из Comic Book Resources поставил битву на 6-е место, а Леонард Мэнсон из Somagnews.com — на 4-е, отметив, что она показывает, почему сериал так популярен среди аниме.

## Наследие
После землетрясения на Хонсю 11 марта 2011 года электроэнергетическая компания Tokyo Electric Power Company призвала японцев экономить электричество. В Твиттере началась неофициальная кампания по экономии электричества под названием «операция Ясима», вдохновлённая одноимённой операцией из «Схватки в Токио-3». Для её распространения использовались хештеги #yashimasakusen110312 и #84MA, а также был создан сайт yashima.me. В 2019 году компания Gehirn разработала приложение для оповещения о стихийных бедствиях под названием «特務機関NERV 防災アプリ» (с яп. — «Специальное агентство NERV: Приложение для предупреждения о стихийных бедствиях»). Создатель приложения, Дайки Исимори, черпал вдохновение из операции «Ясима», и его целью было привлечь внимание общественности к необходимости экономии электроэнергии после разрушительного землетрясения в Восточной Японии в 2011 году.
В Хаконе на озере Асиноко 28 марта и 23 мая 2020 года было запланировано посвящённое операции «Ясима» мероприятие «Evangelion x Hakone 2020», включающее в себя живое выступление Ёко Такахаси, однако оно было отменено из-за пандемии COVID-19. В апреле 2021 года губернатор Токио Юрико Коикэ объявила о намерении потребовать выключения освещения в городе после 20:00, за исключением уличных фонарей, чтобы сдержать распространение COVID-19, ограничив передвижения людей ночью. Это решение вызвало ассоциации с операцией «Ясима», что стало трендом в Twitter.
В апреле 2021 года во время домашней игры профессиональной бейсбольной команды Хансин Тайгерс на повторах играла песня «Decisive Battle», использованная во время операции «Ясима» в «Схватке в Токио-3». В первом эпизоде аниме «Nisemonogatari» Хитаги Сэндзёгахара пришла на помощь Коёми Арараги, который проснулся в цепях в ветхом здании. Она процитировала слова Рей из «Схватки в Токио-3»: «Ты не умрёшь. Потому что я защищу тебя». Арараги сказал, что не время для неуместных отсылок к «Евангелиону» и поддразниваний Сэндзёгахары.

## Продукция
«Схватка в Токио-3» была включена в DVD-сборники «Second Impact Box» Gainax и «Евангелион. Том 1 серии 1―6» российской компании MC Entertainment, выпущенные 15 ноября 2000 и 21 апреля 2005 года соответственно. Эпизод вошёл в Blu-ray-сборник «Neon Genesis Evangelion Blu-ray BOX», выпущенный японской компанией King Records 26 августа 2015 года. Японская компания Movic выпустила футболки, основанные на эпизоде.

### Комментарий
1. ↑  AT-поле — область, окружённая пространством фазового перехода, способная создавать топологические пространства для предотвращения любого физическое воздействия[5].

### На японском языке
- Evangelion Chronicle (яп.). — DeAgostini, 2010. — Vol. 10.
- Evangelion Chronicle (яп.). — DeAgostini, 2010. — Vol. 26.
- Evangelion Chronicle (яп.). — DeAgostini, 2010. — Vol. 43.
- Gainax. Neon Genesis Evangelion Newtype 100% Collection = 新世紀エヴァンゲリオン NEWTYPE 100％ COLLECTION (яп.). — Kadokawa Shoten, 1997. — ISBN 4-04-852700-2.
- 新世紀福音協会. 劇場版エヴァンゲリオン完全攻略読本 (яп.). — Sanshobo, 1997. — ISBN 9784380972515.

### На других языках
- Fujie K., Foster M. Neon Genesis Evangelion: The Unofficial Guide (англ.). — Tokyo: DH Publishibg, 2004. — 188 p. — ISBN 9780974596143.
- Redmond D. The World is Watching: Video as Multinational Aesthetics, 1968–1995 (англ.). — Southern Illinois University Press, 2004. — 202 p. — ISBN 9780809325351.
- The Tales of the Heike (англ.) / translated by Burton Watson. — New York: Columbia University Press, 2006. — 216 p. — ISBN 9780231510837.